# Saturní I
Saturní I (en llatí Saturninus) va ser un usurpador del tron imperial romà, un dels Trenta tirans mencionats per Trebel·li Pol·lió a la Història Augusta, que el defineix com un dels millors generals romans i molt apreciat per Valerià I.
Enfrontat a Gal·liè les seves legions el van proclamar emperador. Però al cap d'un temps va ser assassinat per les mateixes tropes, malcontentes per la rigidesa de la disciplina. No se sap on va governar, ja que la Història Augusta no en fa cap referència.